# Forest Park, Ohio
Forest Park là một thành phố thuộc quận Hamilton, tiểu bang Ohio, Hoa Kỳ. Năm 2010, dân số của thành phố này là 18720 người.

## Dân số
- Dân số năm 2000: 19463 người.
- Dân số năm 2010: 18720 người.